# 学习无产阶级专政理论运动
学习无产阶级专政理论运动，是文化大革命期间1975年开展的学习毛泽东关于理论问题指示的运动。

## 历史
1974年12月23日至27日，中国共产党中央委员会主席毛泽东在长沙听取第四届全国人民代表大会筹备工作情况的汇报。12月26日，毛泽东与国务院总理周恩来单独长谈，谈及理论问题和人事安排（参看长沙决策）。1975年1月7日，周恩来将谈话要点整理稿送毛泽东审阅，毛泽东作了个别修改。1月8日，周恩来将谈话要点送全体中共中央政治局委员、候补委员传阅。谈话要点被称为《毛主席关于理论问题的重要指示》。2月18日，中共中央发出《中共中央关于学习毛主席关于理论问题的重要指示的通知》，掀起学习无产阶级专政理论运动。1975年2月2日，《红旗》杂志发表“池恒”文章《认真学习无产阶级专政的理论》。2月9日，《人民日报》发表社论《学好无产阶级专政的理论》。1975年2月22日出版的《人民日报》和3月1日出版的《红旗》杂志，发表了《马克思、恩格斯、列宁论无产阶级专政》语录三十三条，毛泽东指示的主要内容在《人民日报》、《红旗》杂志的编者按中公布。
3月1日，姚文元文章《论林彪反党集团的社会基础》发表。4月1日，张春桥文章《论对资产阶级的全面专政》发表。